# 그레이스 엘리자베스
그레이스 엘리자베스 해리 카베(영어: Grace Elizabeth Harry Cabe, 1997년 3월 8일 ~ )는 간단히 그레이스 엘리자베스(영어: Grace Elizabeth)로 잘 알려진 미국의 모델이다. 그녀는 데뷔 초 "게스 걸"로 얼굴을 알렸으며, 2016년 11월, 빅토리아 시크릿 패션 쇼에 데뷔했으며 계열 브랜드인 PINK의 스포크 모델로 활동했다. 그녀는 현재 Models.com에서 패션 업계의 톱 모델 중 하나로 선정되었다. 2019년, 그녀는 빅토리아 시크릿 엔젤스에 발탁되었다. 2021년 계약 종료되었다.

## 사생활
그녀는 18세에 뉴욕으로 이주했다. 그녀는 현재 캐플런 대학교 온라인을 통해 영양학을 공부하고 있다.
2020년 3월 19일, 그녀는 약혼남 니콜라스 크라우제와 결혼식을 올렸다. 두 사람은 2021년 4월 6일 아들 노아 크라우제-카베를 출산했다.